# Плавье (Львовская область)
Плавье (укр. Плав'я) — село в Козёвской сельской общине Стрыйского района Львовской области Украины.
Население по переписи 2001 года составляло 1372 человека. Занимает площадь 4,47 км². Почтовый индекс — 82643. Телефонный код — 3251.